# غارة المحيط الهندي
غارة المحيط الهندي، والمعروفة أيضًا باسم العملية سي، أو معركة سيلان باللغة اليابانية، هي طلعة بحرية نفذتها البحرية الإمبراطورية اليابانية (أي جيه إن) في الفترة الممتدة من 31 مارس حتى 10 أبريل عام 1942. وضربت حاملات الطائرات اليابانية بقيادة الأميرال تشويتشي ناغومو قواعد الشحن والقواعد البحرية الخاصة بالحلفاء حول سيلان، لكنها فشلت في تحديد موقع الجزء الأكبر من الأسطول الشرقي البريطاني وتدميره. وكان الأسطول الشرقي بقيادة الأميرال السير جيمس سومرفيل على علم مسبق بالغارة من خلال المخابرات وأبحر من قواعده قبل الغارة؛ وأحبطت محاولة الأسطول لمهاجمة اليابانيين بسبب ضعف الاستخبار التكتيكي.
بعد الهجوم توقع البريطانيون هجومًا يابانيًا كبيرًا في المحيط الهندي. ونقلت القاعدة الرئيسية للأسطول الشرقي إلى شرق إفريقيا، وجرى تحصين سيلان، لكن سومرفيل أبقى وحدته الحاملة السريعة، القوة إيه، في المياه الهندية، ليكون جاهزًا للتعامل مع أي محاولة من قبل العدو للسيطرة على هذه المياه المحمية بقوات خفيفة فقط. لم يكن لدى اليابانيين خطط قصيرة المدى للمتابعة بعد نجاحهم، وخلال العام نفسه، بات ذلك من المستحيل بعد العمليات في المحيط الهادئ.

## الخلفية

### الوضع الاستراتيجي
كانت جزيرة سيلان مهمة من الناحية الاستراتيجية، لأنها كانت تسيطر على المحيط الهندي. وهكذا سيطرت على طريق الوصول إلى الهند، وطرق الشحن الحيوية للحلفاء إلى الشرق الأوسط وحقول النفط في الخليج العربي. وكانت سيلان تملك معظم موارد الإمبراطورية البريطانية من المطاط. بالإضافة إلى ميناء ترينكومالي الهام لكونه قاعدة بحرية تقع على الساحل الشرقي للجزيرة. ولعبت الدعاية اليابانية دورًا مؤثرًا على بعض السكان السنهاليين الذين كانوا ينتظرون وصولهم.
كسر سقوط سنغافورة في 15 فبراير عام 1942 الخط الدفاعي الشرقي لخليج البنغال للمملكة المتحدة. وكان الاحتلال الياباني لجزر أندامان في 23 مارس عام 1942 بوابة لسيطرة اليابان على بحر أندامان، ما سمح للسفن إعادة إمداد القوات اليابانية في حملة بورما للسيطرة على الهند. توقعت كل من السلطات الألمانية والبريطانية الاستيلاء الياباني على سيلان لتعزيز السيطرة على خليج البنغال وتعطيل إعادة الإمداد البريطاني للدفاع عن الهند وأستراليا وربما الشرق الأوسط. جرت حماية سيلان على عجل من قبل القوات الأسترالية العائدة من شمال أفريقيا. وأعفيت حاملة الطائرات إتش إم إس إينداميتبل من الواجبات البحرية لتصبح عبّارة طائرات عالية السرعة تنقل الطائرات المتوفرة إلى سيلان.
أُجلت النوايا اليابانية لشن هجوم كبير على المحيط الهندي في مارس عام 1942؛ فقد كانت هناك حاجة لقوات بحرية قوية في غرب المحيط الهادئ ضد الولايات المتحدة، ورفض الجيش الإمبراطوري الياباني (أي جيه إيه) تخصيص قوات لغزو سيلان. واستجابة لذلك خططت البحرية الإمبراطورية اليابانية للعملية سي، وهي خطة لشن غارة عنيفة على المحيط الهندي في أوائل أبريل. هدفت العملية سي إلى تدمير الأسطول الشرقي البريطاني، وتعطيل خطوط الاتصالات البريطانية في خليج البنغال لدعم حملة بورما.
قيمت المخابرات البريطانية الاستراتيجية اليابانية بشكل صحيح. وجرى إعلام الأمريكيين؛ الذين كانوا يشنون غارة دوليتل، ليأخذوا دورًا إضافيًا لإلهاء اليابانيين.

### الاستعدادات اليابانية
أصدر الأميرال إيسوروكو ياماموتو الأمر الأولي للمضي قدمًا في العملية سي إلى القوة الجنوبية التابعة للبحرية الإمبراطورية اليابانية، بقيادة الأميرال نوبوتاك كوندو، في 9 مارس عام 1942. وبحلول 16 مارس، كانت الخطة هي مغادرة خليج ستارينغ، سولاوسي، في 26 مارس وذلك لشن هجوم في كولومبو (يوم سي) في تاريخ 5 أبريل. وتوقع اليابانيون تدمير الأسطول الشرقي البريطاني في الميناء.
كانت القوة اليابانية بقيادة الأميرال تشويتشي ناغومو تتكون من حاملات الطائرات أكاغي، وشوكاكو، وزويكاكو في الوحدة الخامسة، ومن سوريو وهيرايو في الوحدة الثانية. وكانت هذه الحاملات مصحوبة ببوارج من فئة كونغو، وطرادات من فئة تون.
كانت الاستخبارات اليابانية حول تكوين الأسطول الشرقي البريطاني في المحيط الهندي دقيقة بشكل معقول، بينما بالغت في تقدير القوة الجوية في سيلان. وقد نص الأمر العملياتي الصادر في 19 مارس بشكل غامض على أن جزءًا «كبيرًا» من القوات البحرية والجوية البريطانية في المحيط الهندي «نُشرت في منطقة سيلان».
كانت فعالية غواصات الاستطلاع اليابانية المتمركزة خارج المراسي البريطانية المعروفة في كولومبو وترينكومالي محدودة. وأرسلت غواصة واحدة على الأقل لاستكشاف جزر المالديف لكنها فشلت في اكتشاف ميناء تي الموجود في شعاب أدو المرجانية.
في نفس الوقت مع العملية سي، أرسلت البحرية الإمبراطورية اليابانية أيضًا قوة الملايو، المكونة من حاملة الطائرات ريوجو وستة طرادات وأربعة مدمرات لتدمير الشحن في خليج البنغال في 1 أبريل. ولم تكن قوة الملايو جزءًا من العملية سي.

### الاستعدادات البريطانية
اعتمد تعزيز الأسطول الشرقي البريطاني على عمليات النقل من بريطانيا والبحر الأبيض المتوسط، وهو انعكاس لمناطق الحرب النشطة والطلبات على موارد البحرية الملكية (أر إن).
في أواخر ديسمبر عام 1941، بعد إعادة تقييم التهديد الذي تشكله اليابان، اقترح فيها نقل غالبية وحدات البحرية الملكية الثقيلة إلى الأسطول الشرقي. ثم أصبح ذلك أمرًا عاجلًا بسبب إعاقة خط معركة أسطول المحيط الهادئ للولايات المتحدة في بيرل هاربر، ما عرّض القوات الضعيفة في مالايا للهجوم. بعدها حررت التعزيزات الأمريكية في المحيط الأطلسي الوحدات الثقيلة. وبدأت برامج البناء في أواخر ثلاثينيات القرن العشرين بإنتاج وحدات ثقيلة جديدة. وكانت تعزيزات البحر الأبيض المتوسط أقل بكثير مما كان متوقعًا بسبب الخسائر الجسيمة في ذلك المسرح في عام 1941.
كان الأسطول الشرقي الذي تولى نائب الأميرال السير جيمس سومرفيل قيادته في مارس عام 1942 أصغر مما كان متصورًا في ديسمبر عام 1941. قسم سومرفيل الأسطول إلى مجموعتين، بناءً على السرعة. وتضمنت «القوة إيه» الأسرع حاملتي الطائرات إتش إم إس فورميدبل وإتش إم إس إينداميتبل، والبارجة الحديثة إتش إم إس وورسبايت (باعتبارها القائد)، بالإضافة إلى الطرادات والمدمرات الحديثة. وتشكلت «القوة بي» الأبطأ من حاملة الطائرات القديمة إتش إم إس هيرميس، وأربع بوارج غير حديثة من فئة ريفينج. وتوفر عدد قليل من الغواصات. لم تكن السفن تعمل معًا من قبل، وكانت طواقم السفن والجو ينقصها التدريب.
قيمت استخبارات الحلفاء بدقة القوة اليابانية. خطط سومرفيل للتهرب من اليابانيين خلال النهار، والاقتراب لإطلاق ضربات طوربيد باستخدام قاذفات قنابل فيري ألباكور المجهزة بالرادار أثناء الليل. ومع ذلك، استندت الخطة إلى المعلومات التي قدمها مكتب الشرق الأقصى المشترك (إف إي سي بي)، والتي حددت اثنتين فقط من الناقلات في القوة اليابانية. اعتقد مكتب الشرق الأقصى المشترك أيضًا أن اليابانيين سيبحرون من خليج ستارينغ في 21 مارس من أجل «اليوم سي» بدلًا من 1 أبريل. وهكذا، أبحر سومرفيل مبكرًا متوقعًا محاربة قوة معادية أصغر يمكن التحكم فيها، خاصة من ناحية قوة الطائرات. على هذا النحو، من المحتمل أن سومرفيل لم ير أن خطته تتعارض مع أوامره من الأميرالية، والتي كانت لحماية خطوط الاتصالات في المحيط الهندي، والحفاظ على الأسطول الشرقي كأسطول في الوجود من خلال تجنب المخاطر غير الضرورية.
انتبه البريطانيون إلى تهديد هجوم جوي من حاملة طائرات يابانية على سيلان بعد الضربة على بيرل هاربر، وجرى تعزيز الدفاعات الجوية للجزيرة. وفي 7 ديسمبر عام 1941، تألفت الدفاعات الجوية من أربعة مدافع مضادة للطائرات عتيقة قياسها ثلاث بوصات - في ترينكومالي - بدون مقاتلات ولا رادار. وبحلول 4 أبريل، كان هناك 67 مقاتلة من فئة هوكر هوريكان و44 مقاتلة من فئة فيري فولمار، ومحطة رادار في كل من كولومبو وترينكومالي، و144 مدفعًا مضادًا للطائرات؛ وكان هناك 37 أو 38 مقاتلة هوريكان صالحًة للاستخدام حول كولومبو في 5 أبريل. وقُسمت المقاتلات إلى ثلاثة أسراب من سلاح الجو الملكي (أر إيه إف) من هوكر هوريكان (اثنان في كولومبو وواحد في ترينكومالي)، وسربين من مقاتلات فيري فولمار التابعة لذراع الأسطول الجوي. وفي نفس الوقت، زادت القوات الجوية الأخرى من ثماني قاذفات طوربيد قديمة، إلى سبع طائرات مائية من فئة كونسوليتيد بي بي واي كاتالينا، و14 قاذفة من فئة بريستول بلينهايم IV، و12 قاذفة طوربيد من فئة فيري سوردفيش عشية المعركة، وقد كانت قوات سلاح الجو الملكي جزءًا من المجموعة 222، بقيادة نائب المارشال الجوي جون دالبياك.